# Spiele der kleinen Staaten von Europa 2015
| XVI. Spiele der kleinen Staaten von Europa | XVI. Spiele der kleinen Staaten von Europa |
| ------------------------------------------ | ------------------------------------------ |
| Ausrichtendes Land                         | Island                                     |
| Teilnehmende Nationen                      | 9                                          |
| Eröffnung                                  | 1. Juni 2015                               |
| Schlussfeier                               | 6. Juni 2015                               |

| Medaillenspiegel | Medaillenspiegel | Medaillenspiegel | Medaillenspiegel | Medaillenspiegel | Medaillenspiegel |
| Platz            | Land             | Gold             | Silber           | Bronze           | Gesamt           |
| ---------------- | ---------------- | ---------------- | ---------------- | ---------------- | ---------------- |
| 1                | Island           | 38               | 46               | 31               | 115              |
| 2                | Luxemburg        | 34               | 22               | 24               | 80               |
| 3                | Zypern           | 20               | 16               | 16               | 52               |
| 4                | Montenegro       | 9                | 4                | 8                | 21               |
| 5                | Monaco           | 7                | 11               | 15               | 33               |
| 6                | Liechtenstein    | 7                | 9                | 9                | 25               |
| 7                | Malta            | 4                | 9                | 19               | 32               |
| 8                | Andorra          | 4                | 1                | 6                | 11               |
| 9                | San Marino       | 0                | 6                | 5                | 11               |

Die Spiele der kleinen Staaten von Europa 2015 fanden vom 1. Juni bis zum 6. Juni 2015 in Island statt. Die Eröffnungs- und die Abschlussfeier fand in der Laugardalshöllin in Reykjavík statt.

## Sportarten
| - Leichtathletik - Basketball - Golf - Turnen - Judo - Schwimmen - Tennis - Tischtennis - Schießen - Volleyball/Beachvolleyball |

## Wettkampfstätten
| Sportart       | Wettkampfstätte                          | Ort       |
| -------------- | ---------------------------------------- | --------- |
| Leichtathletik | Laugardalsvöllur                         | Reykjavík |
| Basketball     | Laugardalshöllin                         | Reykjavík |
| Golf           | Korpa Golf Course                        | Reykjavík |
| Turnen         | Laugaból Ármann                          | Reykjavík |
| Judo           | Laugaból Ármann                          | Reykjavík |
| Schwimmen      | Laugardalslaug                           | Reykjavík |
| Tennis         | Tennishöll Kópasvogs                     | Reykjavík |
| Tischtennis    | TBR Badminton Hall                       | Reykjavík |
| Schießen       | Hátún Sports Hall/Álfsnes Shooting Range | Reykjavík |
| Volleyball     | Laugardalshöll                           | Reykjavík |

## Zeitplan
Legende zum nachfolgend dargestellten Wettkampfprogramm:
|  | Eröffnungs- und Abschlusszeremonie |  | Qualifikationswettkämpfe | ? | Finalentscheidungen |

Letzte Spalte: Gesamtanzahl der Entscheidungen in den einzelnen Sportarten
| Eröffnungsfeier         |    |    |    |    |    |    |        |
| Basketball              |    |    |    |    |    | 2  | 2      |
| Beach-Volleyball        |    |    |    |    |    | 2  | 2      |
| Golf                    |    |    |    |    |    | 4  | 4      |
| Judo                    |    |    |    |    | 11 |    | 11     |
| Leichtathletik          |    |    |    |    |    |    | 38     |
| Schießen                |    | 2  | 2  | 1  | 1  |    | 6      |
| Schwimmen               |    | 8  | 9  | 6  | 6  |    | 31     |
| Tennis                  |    |    |    |    | 4  | 1  | 5      |
| Tischtennis             |    |    |    |    |    | 4  | 4      |
| Turnen                  |    |    |    |    |    |    | 14     |
| Volleyball              |    |    |    |    | 1  | 1  | 2      |
| Abschluss               |    |    |    |    |    |    |        |
| Medaillenentscheidungen |    |    |    |    |    |    | 119    |
| Juni                    | 2. | 3. | 4. | 5. | 6. | 7. |        |
|                         | Mo | Di | Mi | Do | Fr | Sa | Gesamt |